# Psalidoprocne albiceps
La rondine testabianca (Psalidoprocne albiceps Sclater, 1864) è un uccello della famiglia delle rondini (Hirundinidae).

## Distribuzione e habitat
È stato visto in Angola, Burundi, Etiopia, Kenya, Malawi, Repubblica Democratica del Congo, Ruanda, Sudan del Sud, Tanzania, Uganda, e Zambia. Proprio per questo vasto areale, la specie non rientra nella categoria "Vulnerabile" per il criterio di relativo alle dimensioni dell'areale. La popolazione della specie, inoltre, sembra essere stabile e lontana, sebbene non ancora quantificata, dai limiti minimi per dichiarare una specie non vulnerabile.

## Sottospecie
La Psalidoprocne albiceps è rappresentata da due sottospecie:
- Psalidoprocne albiceps albiceps (Sclater, 1864);
- Psalidoprocne albiceps suffusa (Ripley, 1960).